# Tourbière des Creusates
Tourbière des Creusates este o arie protejată (sit de importanță comunitară — SCI) din Franța întinsă pe o suprafață de 12 ha, integral pe uscat.

## Localizare
Centrul sitului Tourbière des Creusates este situat la coordonatele 45°41′13″N 6°01′46″E / 45.68694°N 6.02944°E.

## Înființare
Situl Tourbière des Creusates a fost declarat arie specială de conservare în baza directivei 92/43 din 1992 referitoare la conservarea habitatelor naturale și a faunei și florei sălbatice pentru a proteja un număr necunoscut de specii din flora spontană și fauna sălbatică aflate în arealul zonei.

## Biodiversitate
Situată în ecoregiunea alpină, aria protejată conține 7 habitate naturale: Mlaștini turboase de tranziție și turbării mișcătoare, Mlaștini alcaline, Pajiști cu Molinia pe soluri calcaroase, turboase sau argilos-nămoloase (Molinion caeruleae), Formațiuni ierboase bogate în specii de Nardus, dezvoltate pe substraturi silicioase în zone montane (și în zone submontane, în Europa continentală), Liziere de ierburi înalte hidrofile de câmpie și de nivel montan până la alpin, Turbării active, Pajiști alpine și boreale.
La baza desemnării sitului se află un număr nedeclarat de specii protejate.
Pe lângă speciile protejate, pe teritoriul sitului au mai fost identificate 13 specii de plante, 1 specie de păsări, 2 specii de amfibieni, 1 specie de nevertebrate, 3 specii de reptile.